# Fabian A. Wagner
Fabian A. Wagner (* 4. Februar 1981 in München) ist ein deutscher Architekt und Hochschullehrer.

## Werdegang
Fabian Alexander Wagner wuchs am Ammersee auf und studierte bis 2008 Architektur an der TU München und an der University of Illinois at Urbana-Champaign. Nach seinem Diplom arbeitete er bis 2012 bei MVRDV in Rotterdam, bei Baumschlager Eberle und bei RAD ex. OMA Asia in Hongkong. 2013 gründete er sein eigenes Architekturbüro BUERO WAGNER in München. Wagner lehrte bei Florian Nagler und Sophie Wolfrum an der TU München und seit 2024 als Professor an der Hochschule Kaiserslautern. 2018 wurde er in den BDA und 2023 in den Deutschen Werkbund berufen. Er ist verheiratet und hat einen Sohn.

## Bauwerke
Wagners Bauten wurden von Florian Holzherr, Sebastian Schels und Kim Fohmann fotografiert.
- 2012–2013: Gamsei, München[3]
- 2017–2018: Schiffshütte, Utting am Ammersee[4]
- 2017–2018: Das Schwarze Haus, Breitbrunn am Ammersee[5]
- 2019–2020: Zusammen Leben im Ländlichen Raum, Breitbrunn am Ammersee
- 2019–2021: Haus mit Erkern, München[6]
- 2021–2022: Büro mit Silbervorhängen, München[7]
- 2019–2023: Garage, Breitbrunn am Ammersee[8]
- 2022–2023: Der Schwarze Pavillon, Rom[9]
- 2019–2024: Campana del Rey, München[10]

## Auszeichnungen und Preise
- 2014: Anerkennung – Holzbaupreis Bayern für Gamsei, München
- 2016: BDA Preis max40 für Gamsei, München[11]
- 2020: Special Mention – Newcomer AIT Award für Das Schwarze Haus, Breitbrunn am Ammersee[12]
- 2021: Sonderpreis – BDA Regionalpreis Oberbayern für Das Schwarze Haus, Breitbrunn am Ammersee
- 2021: Anerkennung – Young European Architects (YEA!) Collateral Event auf der 17. Architekturbiennale Venedig für Das Schwarze Haus, Breitbrunn am Ammersee
- 2021: BDA Preis max40 für Das Schwarze Haus, Breitbrunn am Ammersee[13]
- 2022: Stipendium und Rompreis der Deutschen Akademie Rom[14]
- 2023: Anerkennung – Verzinkerpreis für Büro mit Silbervorhängen, München[15]
- 2023: Anerkennung – BDA Regionalpreis Oberbayern für Büro mit Silbervorhängen, München

## Ausstellungen
- 2016: “TALKING ‘BOUT MY GENERATION”[16] max40 DAM, Deutsches Architektur Museum Frankfurt a. Main
- 2021: Ausstellung zum BDA Architekturpreis max40[17] Junge Architektinnen und Architekten 2021 DAM, Deutsches Architektur Museum Frankfurt a. Main
- 2021: Young European Architects (YEA!)[18] Collateral Event of the 17th International Architecture Exhibition La Biennale di Venezia, Venice CA’ASI (Das Schwarze Haus)
- 2022: The European Pavilion in Rome, contribution European Cultural Foundation, Rom (Black Pavilion)
- 2023: RR Spazi Aperti 23  Accademia di Romania, Rom (Aesthetics)
- 2024: Sommer der Künste – Villa Massimo zu Gast in Stuttgart, Stuttgart (Zirkulärer Pavillon)